# Jonathan Lacerda
Jonathan Leonardo Lacerda Araujo (ur. 7 lutego 1987 w Riverze) – urugwajski piłkarz występujący na pozycji środkowego obrońcy.

## Kariera klubowa
Lacerda jest wychowankiem stołecznego zespołu Montevideo Wanderers, do którego seniorskiej drużyny został włączony jako osiemnastolatek przez szkoleniowca Daniela Carreño. W urugwajskiej Primera División zadebiutował w 2005 roku, jednak przez pierwsze kilka lat nie potrafił sobie wywalczyć pewnego miejsca w wyjściowym składzie. W styczniu 2008 udał się na półroczne wypożyczenie do rywala zza miedzy – ekipy Rampla Juniors, lecz tam również pełnił wyłącznie rolę rezerwowego. Na ligowych boiskach zaczął regularnie pojawiać się dopiero po powrocie do Wanderers, wtedy także, 15 listopada 2008 w wygranym 3:0 spotkaniu z Juventudem, strzelił swojego premierowego gola w najwyższej klasie rozgrywkowej. Ogółem barwy swojego macierzystego klubu reprezentował przez cztery lata, nie odnosząc większych osiągnięć.
Wiosną 2010 Lacerda przeniósł się do meksykańskiego Santosu Laguna z siedzibą w Torreón. W meksykańskiej Primera División zadebiutował 24 stycznia 2010 w zremisowanej 0:0 konfrontacji z Indios, od razu zostając podstawowym graczem ekipy. Pierwszą bramkę w lidze meksykańskiej strzelił 18 lutego tego samego roku w wygranym 2:1 meczu z Tigres UANL, a w tym samym, wiosennym sezonie Bicentenario 2010 zdobył ze swoim klubem wicemistrzostwo kraju. Sukces ten powtórzył również pół roku później, podczas jesiennych rozgrywek Apertura 2010. W lipcu 2011 został wypożyczony do zespołu Club Atlas z miasta Guadalajara, gdzie jako podstawowy stoper spędził pół roku, po czym – również na zasadzie wypożyczenia – zasilił klub Puebla FC, w którego barwach również występował przez sześć miesięcy bez większych sukcesów. Bezpośrednio po tym udał się na półroczne wypożyczenie do drugoligowego Club Necaxa z siedzibą w Aguascalientes, będąc tam kluczowym ogniwem defensywy.
W styczniu 2013 Lacerda – ponownie na zasadzie wypożyczenia – powrócił do Puebla FC, gdzie tym razem występował przez rok, niezmiennie w roli podstawowego środkowego defensora. Po krótkim pobycie w Santosie Laguna zdecydował się wyjechać do Paragwaju, zostając wypożyczonym do tamtejszego giganta – zespołu Club Olimpia ze stołecznego Asunción. W paragwajskiej Primera División zadebiutował 24 sierpnia 2014 w wygranym 2:1 pojedynku z Sol de América, zaś jedyny raz wpisał się na listę strzelców 1 października tego samego roku w zremisowanym 1:1 spotkaniu z General Díaz. Po upływie pół roku powrócił do Meksyku, gdzie na zasadzie wypożyczenia przeszedł do drugoligowego Dorados de Sinaloa z miasta Culiacán; tam już w wiosennym sezonie Clausura 2015 triumfował w rozgrywkach Ascenso MX, co zaowocowało awansem klubu do pierwszej ligi. Zaraz po tym sukcesie został wykupiony przez Dorados na stałe.
| Sezon     | Klub                 | Kraj     | Rozgrywki        | Mecze | Bramki |
| --------- | -------------------- | -------- | ---------------- | ----- | ------ |
| 2005/2006 | Montevideo Wanderers | Urugwaj  | Primera División | 14    | 0      |
| 2006/2007 | Montevideo Wanderers | Urugwaj  | Primera División | 2     | 0      |
| 2007/2008 | Montevideo Wanderers | Urugwaj  | Primera División | 1     | 0      |
| 2007/2008 | Rampla Juniors       | Urugwaj  | Primera División | 3     | 0      |
| 2008/2009 | Montevideo Wanderers | Urugwaj  | Primera División | 26    | 3      |
| 2009/2010 | Montevideo Wanderers | Urugwaj  | Primera División | 11    | 3      |
| 2009/2010 | Santos Laguna        | Meksyk   | Liga MX          | 20    | 1      |
| 2010/2011 | Santos Laguna        | Meksyk   | Liga MX          | 30    | 0      |
| 2011/2012 | Club Atlas           | Meksyk   | Liga MX          | 16    | 0      |
| 2011/2012 | Puebla FC            | Meksyk   | Liga MX          | 17    | 0      |
| 2012/2013 | Club Necaxa          | Meksyk   | Ascenso MX       | 10    | 1      |
| 2012/2013 | Puebla FC            | Meksyk   | Liga MX          | 17    | 1      |
| 2013/2014 | Puebla FC            | Meksyk   | Liga MX          | 17    | 0      |
| 2013/2014 | Santos Laguna        | Meksyk   | Liga MX          | 18    | 0      |
| 2014      | Club Olimpia         | Paragwaj | Primera División | 13    | 1      |
| 2014/2015 | Dorados de Sinaloa   | Meksyk   | Ascenso MX       | 19    | 0      |
| 2015/2016 | Dorados de Sinaloa   | Meksyk   | Liga MX          |       |        |